# Stanisław Stasiak
Stanisław Stasiak (ur. 10 czerwca 1934 w Śmiłowicach, zm. 11 lipca 2023) – polski rolnik i polityk, poseł na Sejm PRL IX kadencji, Sejm kontraktowy (X kadencji) i Sejm RP II kadencji.

## Życiorys
Syn Jana. Ukończył w 1970 studia w Wyższej Szkole Rolniczej w Poznaniu. Pracował w rolnictwie i spółdzielczości, w tym jako członek organów banków spółdzielczych w Bydgoszczy. Pełnił obowiązki radnego rad narodowych, od 1969 był działaczem Zjednoczonego Stronnictwa Ludowego.
W 1985 uzyskał mandat posła na Sejm PRL IX kadencji w okręgu włocławskim, w 1989 uzyskał reelekcję w tym samym okręgu. Po przekształceniu ZSL należał do Polskiego Stronnictwa Ludowego „Odrodzenie”, a następnie znalazł się w Polskim Stronnictwie Ludowym. W trakcie X kadencji pełnił funkcję zastępcy przewodniczącego Komisji Rolnictwa i Gospodarki Żywnościowej. Z listy tej partii został także wybrany w 1993 na posła II kadencji, startując w okręgu włocławskim. W 1997 nie utrzymał mandatu. W 2012 powołany na honorowego przewodniczącego struktur wojewódzkich PSL.

## Odznaczenia
- Krzyż Oficerski Orderu Odrodzenia Polski (2000)[3]
- Krzyż Kawalerski Orderu Odrodzenia Polski (1988)
- Złoty Krzyż Zasługi (1977)
- Medal 40-lecia Polski Ludowej[4]